# 선줄맨드라미
선줄맨드라미(학명: Amaranthus cruentus 아마란투스 크루엔투스[*])는 비름과의 한해살이 초본식물이다. 원산지는 멕시코와 중앙아메리카이다.

## 사진

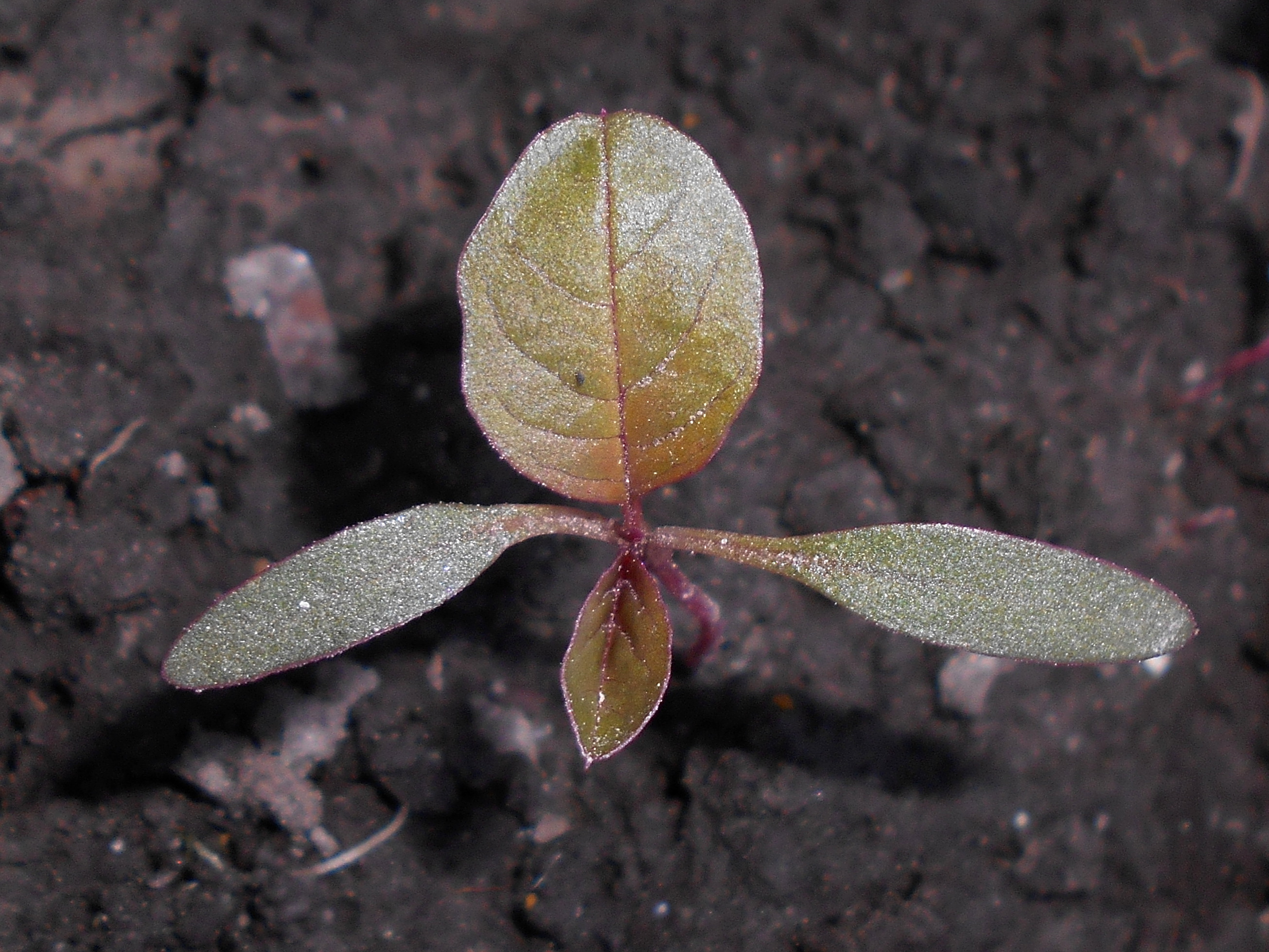
떡잎과 새싹
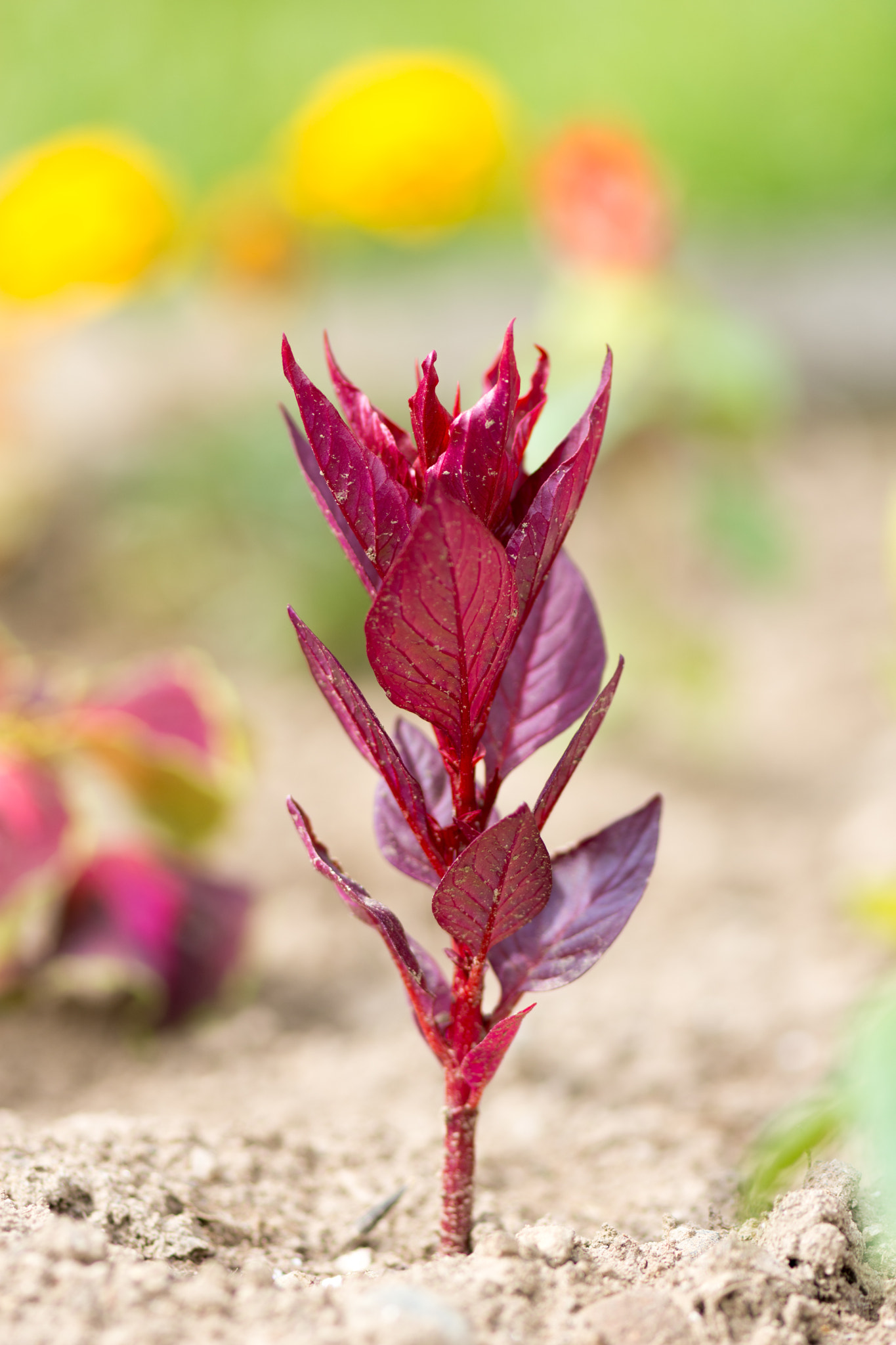
어린 식물
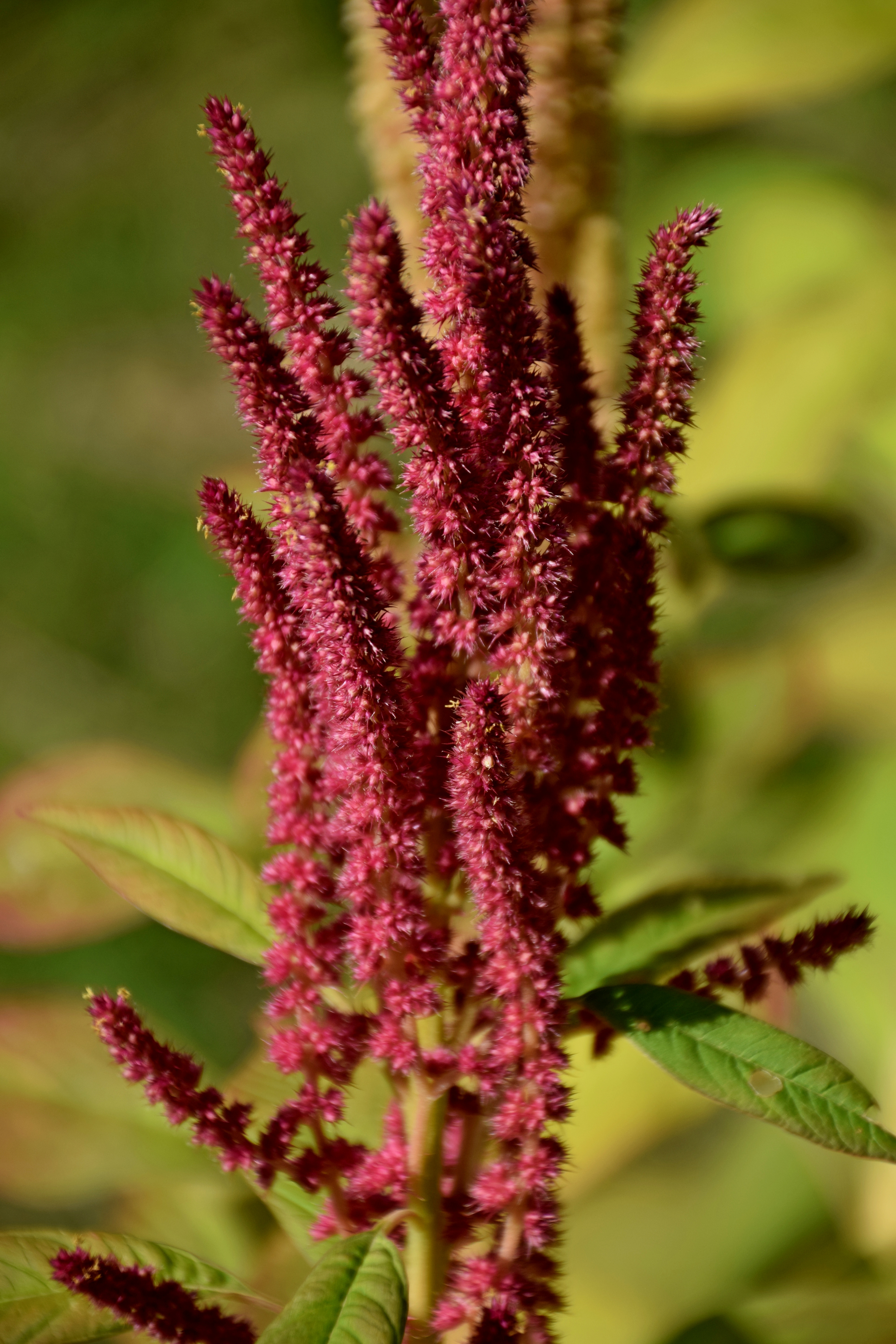
꽃차례
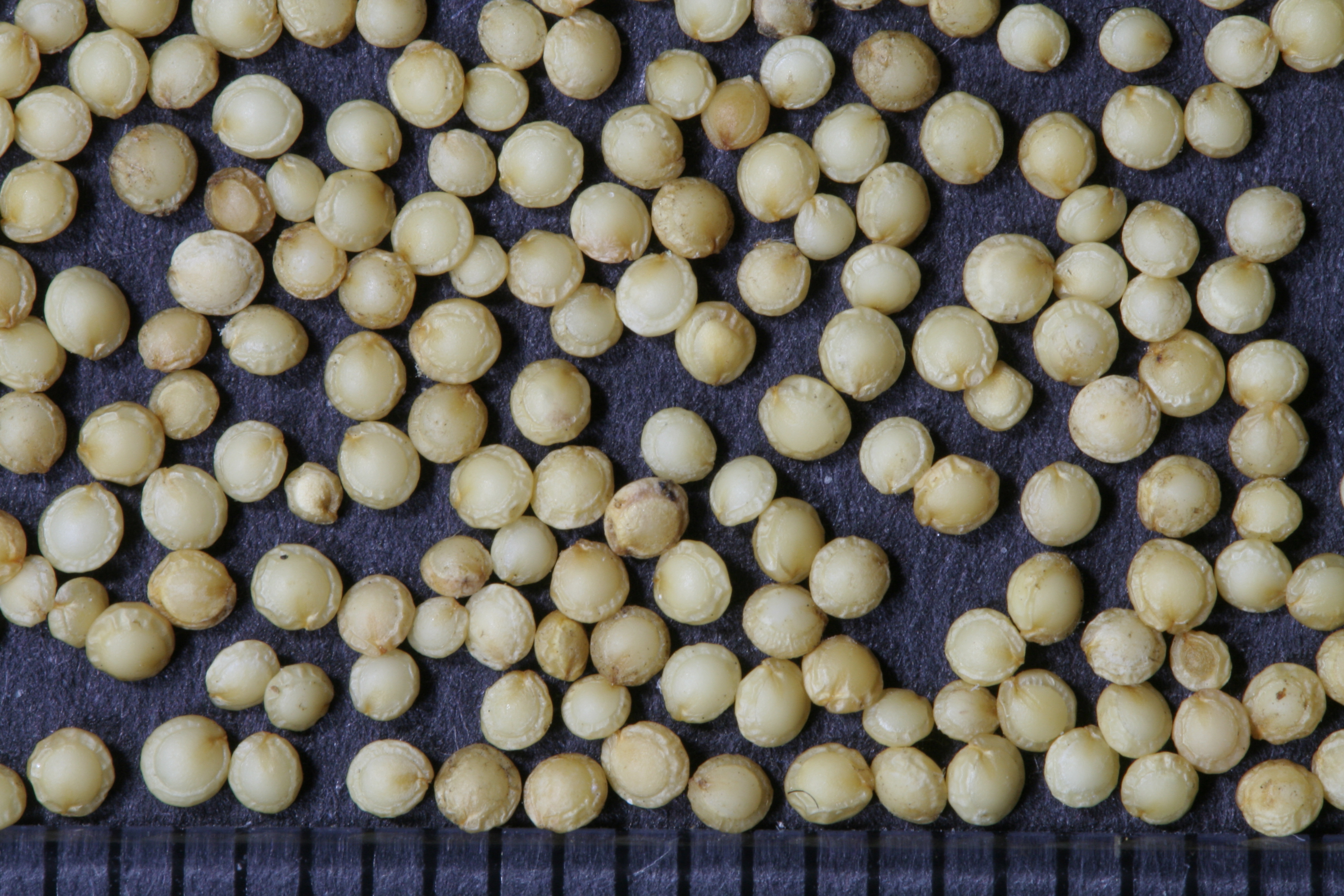
씨